# Michael Van Hoey
Michael Van Hoey (Hamme, 8 september 1982) is een Belgisch voetballer die zowel op de linksback- als de rechtsbackpositie kan spelen. Hij verruilde in juli 2012 Waasland-Beveren voor Sportkring Sint-Niklaas.
Van Hoey speelde in de jeugd van KAV Dendermonde waar hij werd opgemerkt door Sporting Lokeren. Dat nam hem in 1990 over. Vanaf 1999 maakte hij hier deel uit van de eerste selectie. In 2008 vertrok hij naar toenmalig tweedeklasser Red Star Waasland, dat na een fusie met KSK Beveren in 2010 in Waasland-Beveren werd omgedoopt. In 2012 vertrok hij naar Sportkring Sint-Niklaas.
Van Hoey is ook een ex-belofteninternational.

## Clubstatistieken
| Seizoen | Club              | Land   | Competitie         | Wed. | Doelp. |
| ------- | ----------------- | ------ | ------------------ | ---- | ------ |
| 1999/00 | Sporting Lokeren  | België | Jupiler Pro League | 8    | 0      |
| 2000/01 | Sporting Lokeren  | België | Jupiler Pro League | 7    | 0      |
| 2001/02 | Sporting Lokeren  | België | Jupiler Pro League | 6    | 0      |
| 2002/03 | Sporting Lokeren  | België | Jupiler Pro League | 1    | 0      |
| 2003/04 | Sporting Lokeren  | België | Jupiler Pro League | 17   | 0      |
| 2004/05 | Sporting Lokeren  | België | Jupiler Pro League | 12   | 0      |
| 2005/06 | Sporting Lokeren  | België | Jupiler Pro League | 19   | 0      |
| 2006/07 | Sporting Lokeren  | België | Jupiler Pro League | 15   | 0      |
| 2007/08 | Sporting Lokeren  | België | Jupiler Pro League | 4    | 0      |
| 2007/08 | Red Star Waasland | België | Proximus League    | 14   | 1      |
| 2008/09 | Red Star Waasland | België | Proximus League    | 29   | 0      |
| 2009/10 | Red Star Waasland | België | Proximus League    | 26   | 1      |
| 2010/11 | Waasland-Beveren  | België | Proximus League    | 38   | 1      |
| 2011/12 | Waasland-Beveren  | België | Proximus League    | 32   | 0      |
| 2012/13 | SK Sint-Niklaas   | België | Proximus League    | 30   | 0      |
| 2013/14 | SK Sint-Niklaas   | België | Derde klasse A     | 22   | 0      |
| Totaal  | Totaal            | Totaal | Totaal             | 280  | 3      |